# Červená Voda (Ústí nad Orlicí)
Červená Voda é uma comuna checa localizada na região de Pardubice, distrito de Ústí nad Orlicí.